# Paruline bridée
Myiothlypis leucophrys
Espèce
Statut de conservation UICN

 LC  : Préoccupation mineure
Répartition géographique
La paruline bridée (Myiothlypis leucophrys, anciennement Basileuterus leucophrys) est une espèce de passereaux appartenant à la famille des Parulidae.

## Distribution et habitat
La paruline bridée est endémique du Brésil. Elle fréquente les sous-bois denses des forêts-galeries.